# Belhaven-Westbourne Church

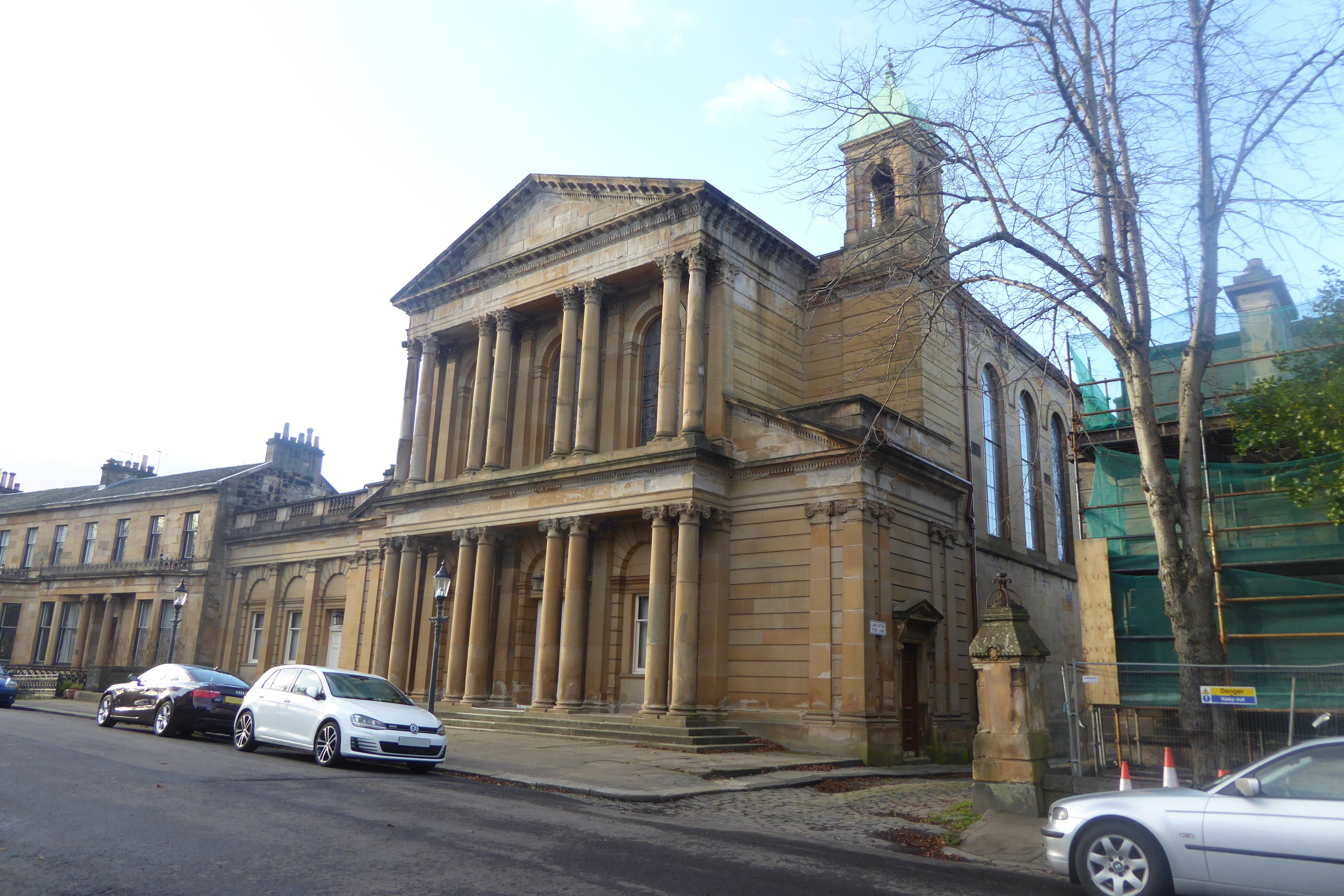
Belhaven-Westbourne Church

Die Belhaven-Westbourne Church ist ein Kirchengebäude der presbyterianischen Church of Scotland in der schottischen Stadt Glasgow. 1970 wurde das Bauwerk in die schottischen Denkmallisten in der höchsten Denkmalkategorie A aufgenommen. Des Weiteren ist es Teil eines umfassenderen Denkmalensembles der Kategorie A.

## Geschichte
Der Kirchenbau für die United Presbyterian Church of Scotland nach einem Entwurf des schottischen Architekten John Honeyman wurde 1881 begonnen. Am 18. September 1881 wurde das Gebäude eröffnet. 1913 wurde eine Aussparung für eine Orgel geschaffen und damit zusammenhängende Umgestaltungen vorgenommen. Douglas Strachan schuf die Bleiglasfenster um 1920. Die jüngeren, um 1951 eingesetzten Fenster sind von Margaret Chilton gestaltet.
Mit der Fusion der United Presbyterian Church of Scotland mit der Free Church of Scotland und deren weiterer Fusion gelangte die Kirche 1929 zur Church of Scotland.

## Beschreibung
Die Belhaven-Westbourne Church befindet sich an den Westbourne Gardens im westlichen Glasgower Stadtteil Hillhead. Sie ist Stile der Neorenaissance ausgestaltet. An der ostexponierten Frontfassade tritt ein markanter zweistöckiger Portikus mit vier gepaarten Säulen hervor. Ebenerdig wurden ionische, darüber korinthische Säulen verbaut. Sie tragen einen abschließenden Dreiecksgiebel mit Zahnschnitt. Das zweiflüglige Hauptportal ist ebenso wie die flankierenden Fenster in rundbögige Aussparungen mit Schlusssteinen in das rustizierte Mauerwerk eingelassen. Die rundbögigen Bleiglasfenster im Obergeschoss sind mit profilierten Kämpfergesimsen gestaltet. Zurückversetzt flankieren zwei offene kleine Glockentürme mit Rundbögen und geschwungenen Hauben den Portikus.
Links schließt sich die Gemeindehalle an das fünf Achsen weite Langhaus an. Es ist analog der Kirchenfassade ausgestaltet. Ein Zahnschnitt unterhalb des abschließenden Gesimses ist von der Kirche über das Gebäude fortgeführt. Darüber verläuft eine steinerne Balustrade.